# Osmerus
Osmerus – rodzaj niedużych, anadromicznych ryb stynkokształtnych z rodziny stynkowatych (Osmeridae).

## Klasyfikacja
Gatunki zaliczane do tego rodzaju:
- Osmerus dentex
- Osmerus eperlanus – stynka[3]
- Osmerus mordax – stynka azjatycka[4], stynka amerykańska[5]

Gatunkiem typowym jest Salmo eperlanus (O. eperlanus).

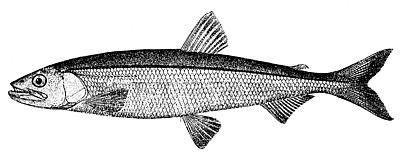
Osmerus mordax